# Tilloy-lez-Cambrai
Tilloy-lez-Cambrai – miejscowość i gmina we Francji, w regionie Hauts-de-France, w departamencie Nord.
Według danych na rok 1990 gminę zamieszkiwały 583 osoby, a gęstość zaludnienia wynosiła 176 osób/km² (wśród 1549 gmin regionu Nord-Pas-de-Calais Tilloy-lez-Cambrai plasuje się na 728. miejscu pod względem liczby ludności, natomiast pod względem powierzchni na miejscu 819.).